# Welsh Marches

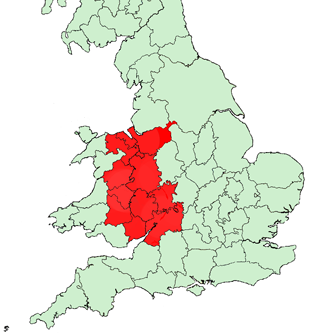
Welsh Marches na tle Anglii i Walii

Welsh Marches (z ang. „Marchie Walijskie”; wal. Y Mers) – kraina historyczna na pograniczu Anglii i Walii. W średniowieczu był to obszar zarządzany przez lordów marchii (Marcher Lords), posiadających znaczną autonomię względem króla Anglii. Odpowiadał on angielskim hrabstwom Herefordshire, Shropshire, Cheshire i Gloucestershire oraz zajmował znaczną część (nawet 2/3) Walii. Współczesne granice krainy są bardzo rozmyte, a termin Welsh Marches używany jest zazwyczaj do terenów w bezpośredniej bliskości granicy angielsko-walijskiej.
Welsh Marches jest słabo zaludnionym obszarem o wiejskim charakterze, przez wieki będącym miejscem mieszania się kultury angielskiej i walijskiej. Już w epoce żelaza na terenie tym dochodziło do konfliktów Walijczyków z Rzymianami, którzy wznieśli forty w Chester, Gloucester i Caerleon. W VIII wieku Anglosasi zbudowali tzw. wał Offy wytyczający granicę między Mercją a walijskim królestwem Powys. Po przejęciu władzy w Anglii przez Normanów, Wilhelm I Zdobywca ustanowił na tym obszarze marchie (łac. Marchia Wallia), mające oddzielać Walię właściwą (Pura Wallia) od reszty królestwa. Zostały one zlikwidowane w 1535 roku, a w 1542 roku kompetencje administracyjne nad tym obszarem otrzymała Rada Walii i Marchii (Council of Wales and the Marches), funkcjonująca do 1689 roku.